# El ventre del mar
Pour plus de détails, voir Fiche technique et Distribution.
El ventre del mar est un film espagnol réalisé par Agustí Villaronga, sorti en 2021.

## Synopsis
En juin 1816, la frégate française Alliance s'échoue au large des côtes sénégalaises. Comme il n'y a pas assez de canots de sauvetage pour tout le monde, un radeau est construit pour remorquer 147 hommes jusqu'au rivage. Mais la panique et la confusion s'empare du convoi et  ils coupent le câble de remorquage, abandonnant le radeau à son sort. Savigny, médecin militaire impitoyable, et Thomas, simple matelot rebelle, s'affrontent pour la survie du groupe. 

## Fiche technique
- Titre : El ventre del mar
- Réalisation : Agustí Villaronga

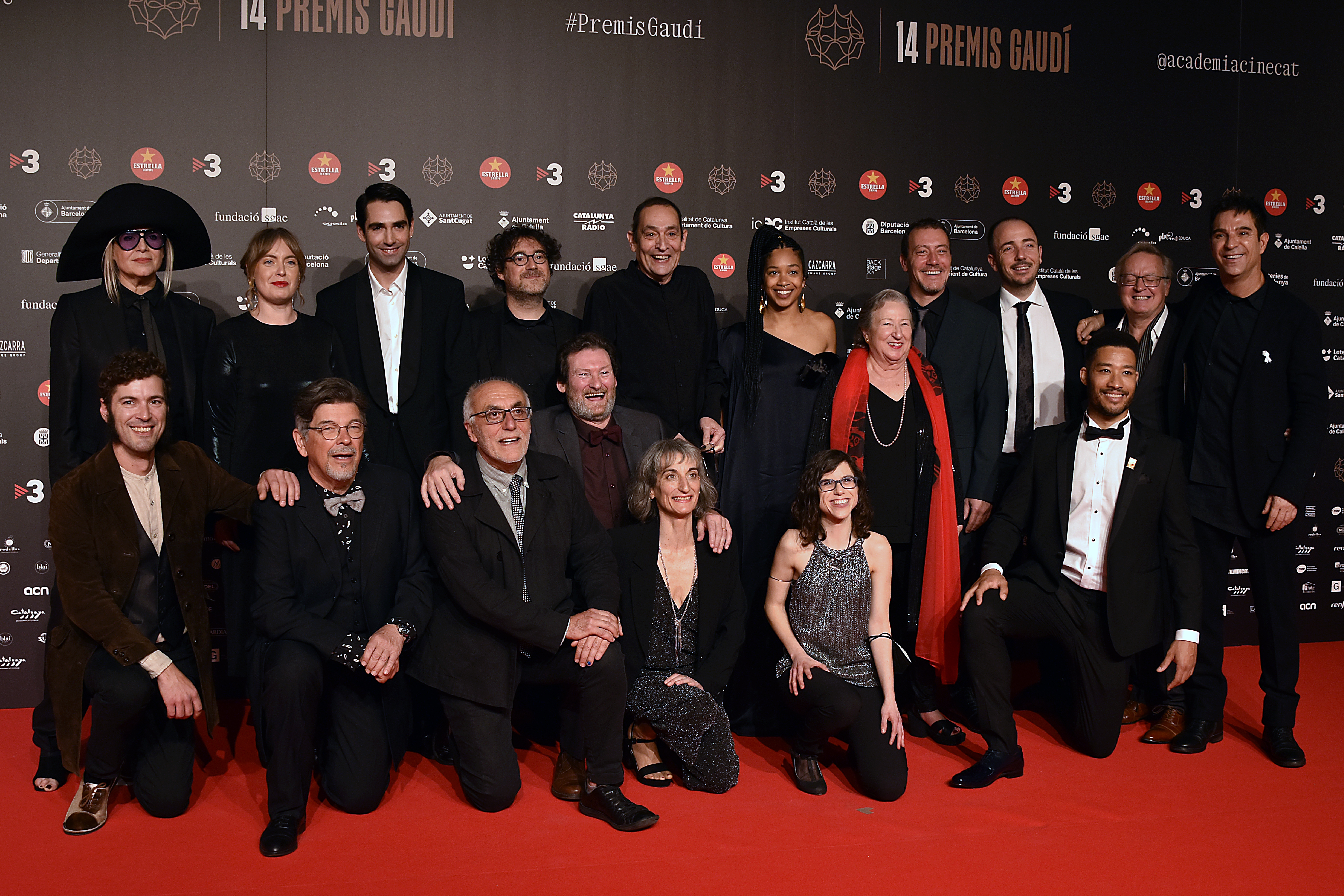
L'équipe du film sur le tapis rouge des prix Gaudí.

- Scénario : Agustí Villaronga d'après le roman Océan mer d'Alessandro Baricco
- Musique : Marcús Jgr
- Photographie : Josep M. Civit et Blai Tomàs
- Montage : Bernat Aragonés
- Production : Cesc Mulet et Javier Pérez Santana
- Société de production : Bastera Films, El Testamento de María, IB3 Televisió, La Perifèrica Produccions, Link-Up Barcelona, Televisió de Catalunya et Turkana Films
- Pays de production :  Espagne
- Genre : Drame
- Durée : 75 minutes
- Dates de sortie : 
  - Espagne : 12 novembre 2021

## Distribution
- Roger Casamajor : Savigny
- Òscar Kapoya : Thomas
- Marc Bonnin : Markus
- Armando Buika
- Muminu Diayo : Therèse
- Blanca Llum Vidal : Fantasma

## Distinctions
Le film a été nommé pour le prix Goya du meilleur scénario adapté.